# Dwight W. Berreman
Dwight Winton Berreman (* 30. Mai 1928 in Salem (Oregon)) ist ein US-amerikanischer Physiker. Nach ihm ist unter anderem der Berreman-Effekt benannt.

## Leben und Werk
Dwight Berreman wurde 1928 geboren als erster Sohn von Sevilla Berreman, geborene Ricks, und Joel Van Meter Berreman (1900–1986), einem späteren Professor für Soziologie an der University of Oregon.
Er studierte an der University of Oregon und erhielt dort 1950 seinen Bachelor of Science (B.S.) und 1952 den Master of Science (M.S.) in Physik. Anschließend ging er als Doktorand an das California Institute of Technology, wo er 1955 zu seinen Arbeiten im Bereich der Röntgenoptik und Kleinwinkel-Röntgenstreuung promoviert (Ph.D.) wurde.
Nach seiner Promotion kehrte Berreman zurück an die University of Oregon und arbeitet zunächst in den Applied Research Laboratories im Bereich der Röntgenoptik. Nach einigen Gastmonaten am Stanford Research Institute im Jahr 1956/57 wurde er 1957 Assistant Professor of Physics an der University of Oregon. 1961 nahm Berreman eine Stelle in den Bell Laboratories an wo er später bis zum Member of Technical Staff aufstieg. Während seiner Zeit in den Bell Labs beschäftigte er sich weiterhin mit der Optik von Röntgenstrahlung aber auch im sichtbaren und infraroten Licht sowie Röntgenoptik aber auch zur Gitterdynamik und Flüssigkristallen.
Berreman ist Member of the American Physical Society.
Sein jüngerer Bruder Gerald Duane (1930–2013) war ein bekannter Anthropologe und Professor an der UC Berkeley.

## Werke
- Dwight W. Berreman: A Method for Monochromatization and Precise Point Focusing of X-rays and its Application in Low Angle Diffraction Studies. California Institute of Technology, Pasadena 1955, OCLC 499572876.
- D. W. Berreman: Infrared Absorption at Longitudinal Optic Frequency in Cubic Crystal Films. In: Physical Review. Band 130, Nr. 6, 15. Juni 1963, S. 2193–2198, doi:10.1103/PhysRev.130.2193.